# Shadowverse
Shadowverse est un jeu de cartes à collectionner numérique développé et édité par Cygames au Japon. Il est sorti pour les appareils iOS et Android en juin 2016, et en juillet était le jeu de cartes à collectionner mobile le plus populaire au Japon. Les versions Mac et Windows ont été publiées en octobre 2016.  Le jeu a commencé ses promotions à l'étranger depuis 2017, et il existe trois versions principales par régions - japonais, international (y compris anglais, coréen, chinois traditionnel, français, allemand, italien et espagnol) et chinois simplifié (publié par NetEase en Chine en octobre 2017).
Shadowverse emploie un style anime avec quelques illustrations réutilisées du titre précédent du développeur, Rage of Bahamut, un autre jeu de cartes à collectionner numérique sorti en 2012. Le jeu a été comparé favorablement avec Hearthstone (2014), une différence étant que Cygames a cherché à minimiser l'impact du hasard sur les résultats des matchs. Une autre différence est le mécanisme ' jeu "Evolve" de Shadowverse qui permet aux joueurs d'accorder des statistiques et des effets bonus aux cartes jouées au prix d'un point d'évolution.

## Système de jeu

### Match
Les matchs dans Shadowverse sont structurés entre deux joueurs jouant à tour de rôle les cartes de leur deck. Chaque joueur est représenté par un chef avec 20 défenses et une main de départ de trois cartes. Le joueur qui va en premier a deux points d'évolution, et le joueur qui passe en second a trois points d'évolution, peut évoluer un tour plus tôt et pioche une carte supplémentaire au premier tour du joueur. L'objectif du joueur est de réduire la défense de l'autre joueur à 0 ou de remporter une victoire via certaines cartes (ex. Seraph incarné ou une carte de victoire en jouant à Spartacus ). Le vainqueur peut également gagner si son adversaire doit tirer sur un deck vide

## Médias

### Anime
Le 7 octobre 2019, il a été annoncé que le jeu recevrait une adaptation une série télévisée animée. La série est animée par Zexcs et dirigée par Keiichiro Kawaguchi, avec Rintaro Isaki et Deko Akao gérant la composition de la série, Hiroki Harada concevant les personnages et Yoshihiro Ike composant la musique de la série. La série sera diffusée le 7 avril 2020 sur TV Tokyo,.

## Accueil
Selon Super Data dans son rapport de 2017, Shadowverse a réalisé un chiffre d'affaires de 100 millions de dollars malgré son lancement à mi-parcours de 2016, ce qui en fait le nouveau titre exceptionnel de l'année.